# Barga
Barga è un comune italiano di 9 313 abitanti della provincia di Lucca in Toscana.
Costituisce il centro più popoloso della media valle del Serchio e per la sua importanza storica, artistica, civica e demografica, Barga si fregia del titolo di Città dal 1933. È stata riconosciuta tra i "borghi più belli d'Italia", bandiera arancione del Touring Club Italiano e Cittaslow, marchi di qualità turistica di prestigio.

## Geografia fisica

### Territorio
Barga è situata a 410 metri sul livello del mare, sul Colle Remeggio nel cuore della Media Valle del Serchio, territorio collinare situato tra la piana della città di Lucca e le montagne della valle della Garfagnana.
- Classificazione sismica: zona 2 (sismicità medio-alta), Ordinanza PCM 3274 del 20/03/2003

### Clima
- Classificazione climatica: zona E, 2536 GR/G
- Diffusività atmosferica: bassa, Ibimet CNR 2002

## Storia
Reperti archeologici documentano che il territorio è stato abitato fin dalla preistoria; in età preistorica vi era un piccolo insediamento dei Liguri, i quali furono assoggettati poi dai Romani nel II secolo a.C. durante la loro espansione verso nord. Di Barga sappiamo che nel X secolo era feudo dei Longobardi e successivamente, attraverso i marchesi di Toscana, fu soggetta all'Impero, conservando però ampia indipendenza.
Nel periodo comunale il territorio subì continui assedi da parte dei lucchesi e dei pisani, finché nel 1341 Barga preferì sottomettersi a Firenze. Questo rappresenta il periodo di maggiore splendore: i Medici ebbero grande interesse per questa zona da cui traevano importanti materie prime e concessero privilegi ed esenzioni fiscali che consentirono lo sviluppo di fiorenti attività e commerci. La ricchezza conseguita permise, durante il XV, XVI e XVII secolo, la costruzioni di palazzi di stile rinascimentale, fra cui Palazzo Pancrazi, sede comunale, Palazzo Balduini e Palazzo Bertacchi, che ospiterà in tempi diversi i granduchi di Toscana. Nell'organizzazione amministrativa del Granducato di Toscana Barga fece parte del Distretto fiorentino per passare poi, dopo la restaurazione, alla provincia pisana. Nel 1849, a seguito dell'annessione del Ducato di Lucca alla Toscana, fu creato il Compartimento di Lucca. Tale struttura territoriale fu formata dai territori dell'ex Ducato di Lucca meno quelli ceduti a Modena (Montignoso, Gallicano, le tre terre in comune di Fosciandora, Castiglione di Garfagnana e Minucciano), da Barga, dal capitanato di Pietrasanta e dalla Valdinievole. 
Con l'annessione al Regno d'Italia il Compartimento Lucchese fu trasformato in provincia di Lucca, e Barga - sino al 1927 exclave della Provincia di Firenze - ne divenne il comune più settentrionale al confine con la provincia di Massa e Carrara (che, al tempo, comprendeva l'intera Garfagnana). Con l'annessione al neocostituito Regno iniziò un lento declino economico che portò una considerevole parte della popolazione ad emigrare verso il Regno Unito e gli Stati Uniti d'America. Non si trattò un'emigrazione definitiva per molti di loro, poiché, alla fine del XIX secolo, cominciarono a ritornare a Barga, investendo i loro risparmi in terreni e nella costruzione di ville nell'allora immediata periferia cittadina.

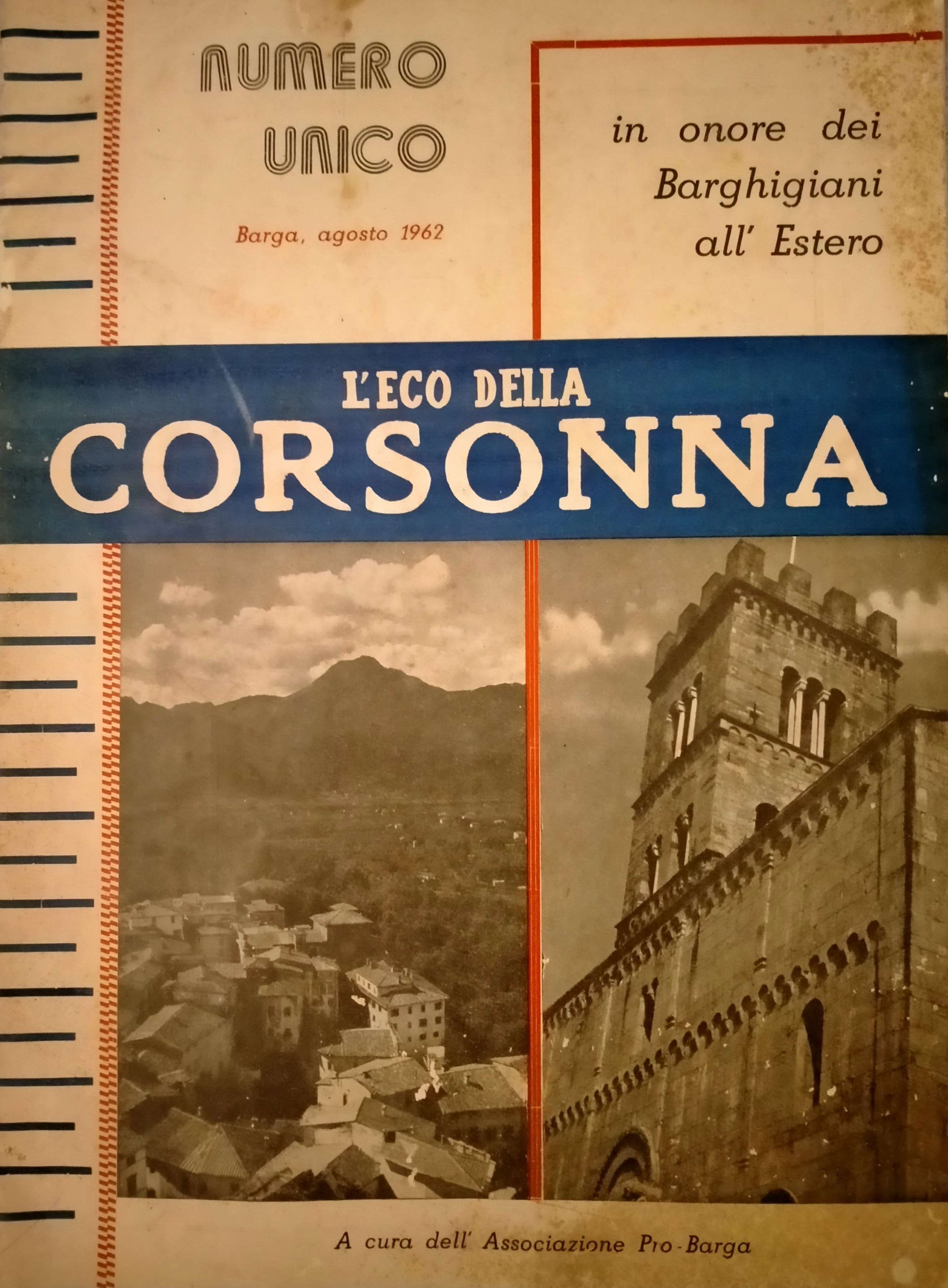
Eco della Corsonna, rivista del 1962 (numero unico) che raccoglieva le storie degli emigrati barghigiani

Durante la seconda guerra mondiale, Barga si trovò sulla Linea Gotica, e visse direttamente l'esperienza del fronte.
Negli ultimi anni il territorio si è industrializzato a valle favorendo un'economia mista, mentre sono diminuiti gli insediamenti più alti che non offrivano concrete possibilità di sviluppo. Di recente si sono sviluppate le attività turistiche favorite dalla particolare posizione di Barga, che si trova al centro di una zona di interesse naturalistico e geologico.

### Simboli
Lo stemma e il gonfalone sono stati riconosciuti con decreto del Capo del Governo del 26 febbraio 1932.
Stemma
Gonfalone

## Monumenti e luoghi d'interesse
(Giovanni Pascoli, L'ora di Barga)

### Architetture religiose

#### Duomo di San Cristoforo

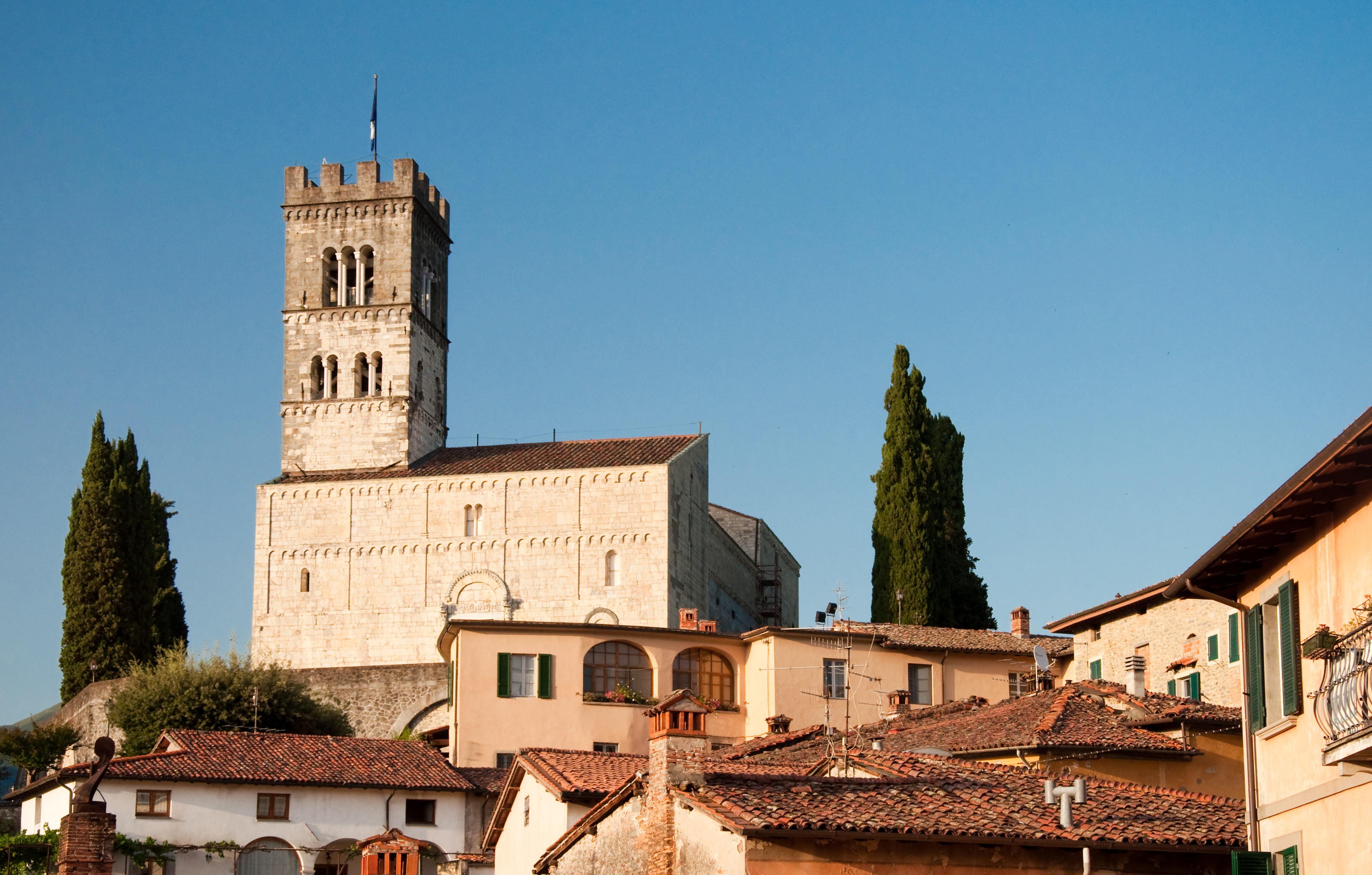
Veduta esterna del duomo

La chiesa di San Cristoforo, l'edificio religioso più importante di Barga, è stata costruita in tempi diversi. La primitiva costruzione risale a prima dell'anno 1000. Negli ampliamenti successivi si evidenziano elementi architettonici e decorativi di suggestiva bellezza che vanno dal romanico al gotico. Con la realizzazione delle due cappelle laterali e del coro si completa la costruzione della chiesa. Al suo interno si distinguono un pulpito marmoreo di scuola comacina del XIII secolo, la statua lignea di origine medioevale, raffigurante San Cristoforo, pregevoli terrecotte robbiane, ed un crocifisso ligneo del XV secolo di scuola bolognese. Questo contesto è sovrastato dalla torre campanaria con le antiche campane, fra le quali la piccola è datata 1580; i rintocchi di queste campane ispirarono al poeta Giovanni Pascoli la poesia L'ora di Barga.

#### Altre chiese
- Chiesa di San Francesco, chiesa-convento che fu fatta costruire nella seconda metà del XV secolo da Frate Beato Michele da Barga.
- Chiesa del Santissimo Crocifisso, si tratta della chiesa più antica dopo il duomo. Della primitiva costruzione, un oratorio risalente al XIII secolo, non rimangono tracce. La facciata attuale, della fine del XVI secolo, ha ai lati del portale due statue di marmo raffiguranti San Giovanni e una figura femminile di controversa identità. All'interno un bellissimo coro ligneo, della meta del Seicento, delimita l'area presbiterale; alla stessa epoca appartiene anche l'altare maggiore, in legno intagliato e dorato, realizzato nel 1646 da Francesco Santini da Borgo a Mozzano[7].
- Chiesa della Santissima Annunziata, edificio religioso del XVII secolo. All'interno si trovano le statue dell'Annunciazione, affreschi d'epoca e tele del pittore barghigiano Baccio Ciarpi.
- Chiesa di San Frediano, chiesa che recava sulla porta maggiore la data 1505, ma che è probabilmente anteriore, è stata distrutta durante la seconda guerra mondiale e ricostruita nel 1954.
- Conservatorio di Santa Elisabetta, antico convento delle Clarisse, fondato dal Beato Michele da Barga nel 1456, alla fine del XVIII secolo fu adibito a educandato femminile e prese il nome di conservatorio. Attualmente è adibito, in parte, a casa di riposo per anziani. Annessa al complesso sorge l'omonima chiesa.
- Pieve di Santa Maria a Loppia, antica chiesa della quale si hanno tracce risalenti all'845, è stata parzialmente ricostruita nel XII secolo. All'interno alcune tele seicentesche.

### Architetture civili

#### Arringo e palazzo del podestà
L'arringo è il vasto prato fra il duomo e il palazzo pretorio, dove il popolo si riuniva a parlamento. Da ogni lato del piazzale, si può osservare il magnifico panorama che circonda Barga, costituito dai monti delle Pizzorne, dalle Alpi Apuane e dagli Appennini. La loggia del podestà è un edificio civile del XIV secolo residenza dei commissari e podestà inviati a Barga dalla Signoria di Firenze. Nell'interno si trovano la sala delle udienze e al di sotto le vecchie prigioni; sul muro esterno sono visibili le unità di misura di quei tempi: lo staio, il mezzo staio, il braccio barghigiano. È sede del museo civico e vi sono conservati reperti di notevole importanza che permettono di ricostruire la storia del territorio barghigiano.

#### Casa Pascoli

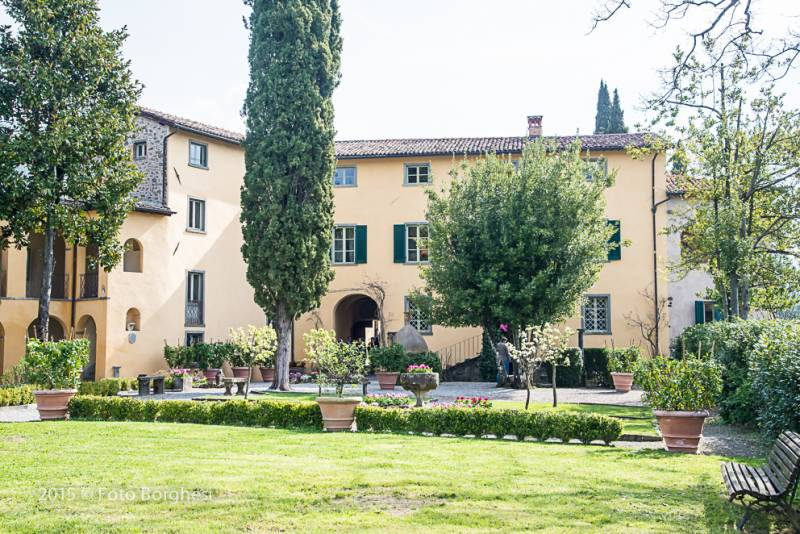
Casa Pascoli

Casa Pascoli, sita sul Colle di Caprona nella frazione di Castelvecchio Pascoli, fu costruita intorno alla metà del Settecento dalla famiglia Cardosi Carrara come villa di campagna. Fu abitazione di Giovanni Pascoli dal 1895 al 1912. L'edificio conserva la struttura, gli arredi, la disposizione degli spazi che aveva al momento della morte del poeta; vi sono conservati i suoi libri e i suoi manoscritti. Annessa alla villa sorge la cappella dove Pascoli è sepolto.
Ci sono conservate anche alcune foto del soggiorno del poeta a Messina del periodo immediatamente precedente il terremoto del 1908.

#### Teatro dei Differenti
Il 23 aprile 1688 si costituì a Barga un'accademia che prese il nome di Accademia dei Differenti. Per poter svolgere l'attività recitativa, alcuni accademici decisero di edificare un teatro, che successivamente venne ampliato e ristrutturato: l'inaugurazione avvenne il 25 luglio 1795. Nel corso degli anni vi furono rappresentate varie opere e operette, ed è qui che, nel pomeriggio del 26 novembre 1911, Giovanni Pascoli pronunciò l'orazione La grande proletaria s'è mossa, a sostegno della guerra di Libia.

#### Palazzi
- Palazzo Balduini, prospiciente piazza Garibaldi, fu fatto costruire alla fine del XVI secolo da Antonio padre di Balduino Balduini di Barga, vescovo di Aversa, archiatra di papa Giulio III. L'edificio, per l'uso del bugnato e di alcuni elementi architettonici, ricorda l'architettura di alcuni palazzi presenti a Lucca e a Firenze ed è attribuito all'architetto Bartolomeo Ammannati. Sulla porta centrale della facciata si trova, in alto, lo stemma dei Medici, arricchito della corona granducale: sullo spigolo sinistro della facciata si trova lo stemma della famiglia Balduini unito a quello della casata di Giulio III. All'interno ha un cortile d'onore di stile rinascimentale.
- Palazzo Pancrazi, edificio di stile rinascimentale, sede comunale, è ornato di pietra serena lavorata a punta di diamante. Nell'adiacente piazza Salvo Salvi si innalza la colonna medicea eretta dai barghigiani in onore di Cosimo I nel 1548; sul lato sinistro della piazza si trova la Loggia dei Mercanti adibita, un tempo, a mercato settimanale, istituito nel 1547.
- Palazzo Angeli, si trova nell'omonima piazza, anticamente detta Piazza dell'Aiaccia, dedicata all'umanista Pietro Angeli (1517-1596). II busto marmoreo dell'illustre personaggio è posto sulla facciata del Palazzo stesso. L'edificio, benché abbia subito diversi rifacimenti, conserva le caratteristiche dei palazzi cinquecenteschi.
- Palazzo Mordini, edificio del XVIII secolo di proprietà della famiglia Mordini, è sede di uno dei più importanti archivi risorgimentali italiani. Qui nacque nel 1819 il garibaldino Antonio Mordini, che fu anche senatore e Ministro dei Lavori pubblici. All'interno si trovano dal 1866 anche due altorilievi con la Vergine annunciata e l'Arcangelo Gabriele, realizzati dalla bottega di Andrea della Robbia all'inizio del Cinquecento e provenienti dalla chiesa di San Francesco[8].
- Palazzo Bertacchi-Cordati, edificato sulle rovine di un'antica torre, conserva all'interno strutture ed elementi originali di notevole interesse. Ospitò i Granduchi di Toscana durante le visite fatte a Barga. È sede della mostra permanente delle opere del pittore Bruno Cordati.
- Mount Tabor Ecumenical Centre for Art & Spirituality, una villa del XVII sec. perfettamente conservata, costruita sulle mura medievali, oggi ospita  suore e frati della comunità ecumenica Community of Jesus di Cape Cod.

### Architetture militari
Le porte di entrata al Castello erano tre: Porta Manciana (o mancianella), Porta di Borgo e Porta Macchiaia. Porta Mancianella venne successivamente denominata Porta Reale, in omaggio al Granduca di Toscana Leopoldo di Lorena che nel 1787 fece visita a Barga. Porta di Borgo, che delimitava l'accesso a via di Borgo, fu demolita nel 1833. La terza porta denominata Macchiaia o Latria è posta a nord-est della città storica, verso le macchie appenniniche.

### Altro

#### Piazzale del Fosso
II piazzale portava il nome di re Vittorio Emanuele II. Dal secondo dopoguerra, è stato ripristinato il nome antico "del Fosso" in ricordo del fossato che scorreva lungo le mura esterne, ricoperto nel 1834. Sull'antico bastione si trova un monumento in bronzo dedicato ad Antonio Mordini, opera dello scultore Raffaello Romanelli, inaugurato il 28 agosto 1905.

#### Cave medicee di Diaspro
Durante la dominazione fiorentina, a Barga venne praticata l’estrazione del Diaspro: una pietra dura composta da quarzo di color rosso sanguigno e trame bianche, utilizzata a scopo ornamentale.
Il Diaspro di Barga è stato utilizzato per decorare le Cappelle Gentilizie Medicee della Basilica di San Lorenzo a Firenze. Fu Cosimo I de’ Medici a voler realizzare la struttura che doveva preservare la memoria della dinastia dei Medici. Osservando le pareti della cappella funebre, si può notare ancora oggi il tipico colore rosso del Diaspro di Barga.

## Società

### Evoluzione demografica
Abitanti censiti

### Etnie
Secondo i dati ISTAT al 31 dicembre 2010 la popolazione straniera residente era di 864 persone.
Le nazionalità maggiormente rappresentate in base alla loro percentuale sulla popolazione totale residente erano:
- Romania 218 2,11%
- Albania 190 1,84%
- Marocco 166 1,61%
- Regno Unito 119 1,15%

### Lingue e dialetti
Il dialetto barghigiano, in virtù delle vicende storiche della città, presenta differenze peculiari rispetto al resto dei dialetti della Valle del Serchio. Il barghigiano fa, infatti, parte del gruppo fiorentino pur avendo inevitabilmente subìto influssi dal dialetto lucchese e dalle parlate basso garfagnine-versiliesi. Numerose sono, quindi, le espressioni di chiara derivazione fiorentina: ad esempio l'ingresso di un palazzo, noto come "loggia" in lucchesia, a Barga è definito "àndito", in fiorentino; analogamente, a Barga ci si riferisce alle ore 13.00 come al tocco, proprio come a Firenze ed analogamente a Barga si sente dire " in du 
vai bischero " proprio come a Firenze. Diversi segni portano, inoltre, a pensare che le varianti montane del barghigiano (parlate a Renaio, Sommocolonia, Tiglio e nella montagna del comune di Coreglia Antelminelli) fossero, in origine, parlate di tipo basso garfagnino-alto versiliese poi, in parte, toscanizzatesi.

## Cultura

### Istruzione

#### Musei
- Barga è la terra di adozione di Giovanni Pascoli. Nel centro storico si trova il Teatro dei Differenti da cui il poeta pronunciò il noto discorso La Grande Proletaria s'è mossa (1911) e sul Colle di Caprona, nella frazione di Castelvecchio Pascoli, è visitabile la Casa museo Pascoli.
- In Via del Pretorio 37 si trova la Casa museo Magri dove, al piano nobile, sono conservate ed esposte opere del pittore barghigiano Alberto Magri.

### Cucina
La cucina barghigiana è principalmente basata sulla cucina fiorentina, con adattamenti che si sono resi inevitabili sulla base delle caratteristiche e dei prodotti tipici del territorio. Tra le specialità di origine fiorentina che è possibile trovare con facilità a Barga (a differenza del resto della Provincia di Lucca) vi sono: pane sciocco (senza sale o toscano), crostini di fegatini, ribollita, baccalà alla fiorentina, peposo alla fornacina, fagioli all'uccelletto, farinata, castagnaccio (torta di necci nel resto della lucchesia), cenci, frittelle di necci, schiacciata toscana (focaccia nel resto della lucchesia), zuccotto. Numerose sono state, nel corso dei secoli, le influenze della cucina lucchese, garfagnina e pisana, riscontrabili nei seguenti piatti: crostini con salse vegetali, zuppa frantoiana, zuppa di farro, pappardelle al cinghiale, trota di fiume alla griglia, manafatoli, salumi suini di origine locale, formaggi pecorini e caprini di origine locale, fritto misto di verdure di bosco, buccellato con uvetta.

### Eventi
Barga ospitò nel 1974 una puntata di Giochi senza frontiere.
A Barga si svolge durante la seconda metà di luglio Live in Barga (meglio conosciuta come Festa del Centro Storico aka Festa delle Piazzette), vero e proprio festival della musica dal vivo (nell'ultima edizione 2013 si sono tenuti più di 50 concerti in 11 serate). Organizzato dalla locale Associazione Pro Loco in collaborazione con l'amministrazione comunale e con la direzione artistica del Barga Jazz Club.
Nella seconda metà di agosto si tiene il famoso concorso internazionale Barga Jazz Festival che richiama ogni anno appassionati di musica jazz da tutta Italia ed oltre.
Nel 2009 l'attore Joseph Fiennes ha scelto Barga come location per il suo matrimonio con la modella Maria Dolores Dieguez.

## Geografia antropica

### Suddivisioni storiche
Le contrade della città sono: Ponte di Catagnana, Arsenale, Catagnana, San Quirico.

### Frazioni
Il territorio comunale di Barga è composto, oltre che dal capoluogo, da altri undici centri abitati con status di frazione.
- Albiano (417 m s.l.m., 166 abitanti)[15]
- Castelvecchio Pascoli (286 m s.l.m., 509 abitanti)[15]
- Filecchio (269 m s.l.m., 578 abitanti)[15]
- Fornaci di Barga (164 m s.l.m., 2 306 abitanti)[15]
- Loppia (207 m s.l.m., 64 abitanti)[15]
- Mologno (186 m s.l.m., 415 abitanti)[15]
- Ponte all'Ania (160 m s.l.m., 649 abitanti)[15]
- Renaio (1 013 m s.l.m., 17 abitanti)[15]
- San Pietro in Campo (236 m s.l.m., 198 abitanti)[15]
- Sommocolonia (692 m s.l.m., 53 abitanti)[15]
- Tiglio (542 m s.l.m., 95 abitanti)[15]

La frazione principale del comune è Fornaci di Barga, che sorge a 165 m s.l.m. sulla riva sinistra del fiume Serchio e costituisce il centro nevralgico e commerciale del territorio comunale e dell'intera Media Valle del Serchio grazie alla presenza di numerose attività commerciali e industriali.
Le altre frazioni del comune di Barga vengono convenzionalmente suddivise in urbane e montane: Albiano, Castelvecchio Pascoli, Loppia, Mologno, Ponte all'Ania e San Pietro in Campo sono considerate frazioni urbane, mentre Renaio, Sommocolonia e Tiglio sono frazioni montane.
Loppia, situata tra Barga e Fornaci di Barga, è sede di una pieve romanica; in località Filecchio nel mese di settembre si svolge invece la sagra della Polenta e degli Uccelli. Castelvecchio Pascoli è nota per il fatto che vi si stabilì, nel 1895, il poeta Giovanni Pascoli: la casa, rimasta così com'era alla sua morte per volontà della sorella Maria, è ancora pervasa dall'atmosfera creata dal poeta. Mologno sorge lungo la Strada regionale 445 della Garfagnana, attorno alla stazione ferroviaria di Barga-Gallicano. La frazione, mero agglomerato di caseggiati fino a pochi anni or sono (onde la denominazione alternativa di Barga Stazione), ha conosciuto un importante sviluppo edilizio a partire dagli anni novanta. Nell'ex magazzino merci ferroviario è stata realizzata una chiesa, dedicata ai SS. Angeli Custodi, e nel paese sono state impiantate alcune attività commerciali. San Pietro in Campo sorge a circa 1,5 km a sud di Barga lungo l'omonima via che prende origine da Largo Roma e prosegue con il Viale dei Barghigiani nel Mondo, dedicato al fenomeno dell'emigrazione che caratterizzò Barga e il suo versante appenninico nel Novecento. San Pietro in Campo ha acquisito, nel corso degli anni ottanta, una vocazione agro-artigianale. Da segnalare è la chiesa di San Pietro Apostolo, sita nell'omonima via, restaurata nei primi anni 2000. Tipica è, ogni fine agosto, la Sagra del maiale nella quale si possono assaggiare le prelibatezze della cucina barghigiana che mantiene i caratteri tipici della cucina fiorentina. Il comitato del quartiere (patrocinato dall'amministrazione comunale) organizza periodicamente tornei e feste. Da ricordare una lirica di Giovanni Pascoli, barghigiano d'adozione: "Il soldato di San Pietro in Campo".
La montagna barghigiana è costituita dalle frazioni di Renaio, Sommocolonia e Tiglio. In tale contesto è particolarmente apprezzato il piccolo borgo di Sommocolonia, dominato da una Rocca da cui è visibile un ampio panorama sulla Media Valle del Serchio. Nella chiesa di San Giusto a Tiglio di sopra è un gruppo trecentesco dell'Annunciazione, di cultura pisana con influenze nordiche ed un altare ligneo iniziato nel 1653 da Giovanni Verzoni, della famiglia di intagliatori di Barga e completato da Francesco Santini, della bottega di legnaioli di Borgo a Mozzano.

## Infrastrutture e trasporti

### Strade
Barga è servita dalla Strada Regionale 445 della Garfagnana che è ben interconnessa con la viabilità cittadina e la viabilità nazionale.

### Ferrovie
La stazione ferroviaria principale sorge, lungo la Ferrovia Lucca-Aulla, in piazza Aldo Moro a Fornaci di Barga. Da tale stazione ferroviaria partì il poeta Giovanni Pascoli, gravemente malato, per Bologna e sempre in questo scalo ne ritornò la salma, il 10 aprile 1912, con treno speciale, per trovare sepoltura nella sua casa di Castelvecchio Pascoli.
Altre stazioni site lungo la medesima linea sono Barga-Gallicano (nel quartiere Mologno) e Castelvecchio Pascoli.

## Amministrazione
Di seguito è presentata una tabella relativa alle amministrazioni che si sono succedute in questo comune.
| Periodo         | Periodo         | Primo cittadino  | Partito                             | Carica  | Note   |
| --------------- | --------------- | ---------------- | ----------------------------------- | ------- | ------ |
| 24 ottobre 1985 | 12 luglio 1990  | Alessandro Adami | Democrazia Cristiana                | Sindaco | [ 18 ] |
| 19 luglio 1990  | 31 gennaio 1993 | Alessandro Adami | Democrazia Cristiana                | Sindaco | [ 18 ] |
| 10 marzo 1993   | 24 aprile 1995  | Antonio Da Prato | Partito Socialista Italiano         | Sindaco | [ 18 ] |
| 24 aprile 1995  | 14 giugno 1999  | Mauro Campani    | centro-sinistra                     | Sindaco | [ 18 ] |
| 14 giugno 1999  | 14 giugno 2004  | Umberto Sereni   | centro-sinistra                     | Sindaco | [ 18 ] |
| 14 giugno 2004  | 8 giugno 2009   | Umberto Sereni   | lista civica                        | Sindaco | [ 18 ] |
| 8 giugno 2009   | 26 maggio 2014  | Marco Bonini     | lista civica                        | Sindaco | [ 18 ] |
| 26 maggio 2014  | 27 maggio 2019  | Marco Bonini     | lista civica: insieme per il futuro | Sindaco | [ 18 ] |
| 27 maggio 2019  | in carica       | Caterina Campani |                                     | Sindaco | [ 18 ] |

### Gemellaggi
- Glasgow[senza fonte]
- East Lothian[senza fonte]
- Hayange[senza fonte]
- Gällivare[senza fonte]

## Sport

### Calcio
Hanno sede nel comune le società di calcio: A.S.D. Barga 1924 e l’U.S.D. Fornaci, che disputano i campionati dilettantistici regionali.

### Ciclismo
Dal 30 settembre ed il 6 ottobre 1991 ha ospitato presso il comprensorio turistico denominato "Il Ciocco", in località Castelvecchio Pascoli, i Campionati del mondo di mountain bike 1991, seconda edizione della rassegna.
Si è conclusa a Barga l'11ª tappa del Giro d'Italia 1995, vinta da Enrico Zaina.